# Weseła Hora (obwód ługański)
Weseła Hora (ukr. Весела Гора) – wieś na Ukrainie, w obwodzie ługańskim, w faktycznie niefunkcjonującym rejonie ługańskim, od 2014 pod kontrolą marionetkowej, uzależnionej od Rosji Ługańskiej Republiki Ludowej. W 2001 liczyła 1197 mieszkańców, spośród których 312 wskazało jako ojczysty język ukraiński, 885 rosyjski, 3 mołdawski, 1 węgierski, 2 ormiański, a 25 inny.